# Куернавака
Куернава́ка (ацт. Cuauhnahuac) — місто в Мексиці. Столиця штату Морелос і адміністративний центр однойменного муніципалітету. Чисельність населення, за даними перепису 2010 року, склала 338 650 чоловік.

## Загальні відомості
Назва Cuernavaca — це іспанізована вимова фрази cuauhnāhuac (cuahuitl, «дерево» + -nāhuac, «поруч») мовою науатль, що означає «оточене деревами» або «поруч з деревами». На гербі муніципалітету зображена піктограма доколумбівського періоду, що містить стовбур дерева (cuahuitl) з трьома гілками з листям і чотирма червоними коріннями. На стовбурі дерева позначений виріз у формі рота, з якого виходить сувій, ймовірно, символізує мову науатль.
Розташоване приблизно за 85 кілометрів на південь від Мехіко по трасі M-95. В оточенні міста багато гарних і культурно багатих районів країни. Через клімат місто отримало прізвисько «Місто вічної весни».

## Історія
Головною культурою, яка влаштувалася на території міста, була культура ацтеків — тлауїків. Вони населяли цю область щонайменше з XII століття. Однак є сліди перебування більш ранніх груп ольмекоїдів і тольтеків. Перші вторгнення з півночі в область народів долини Мехіко відбулося у XII столітті, коли вождь на ім'я Шолотль (Xolotl) (правитель Тескоко) завоював велику частину долини. Союзні племена чичимеків також пройшли з півночі в північну частину штату, зробивши Течинтекуїтлу (Techintecuitla) володарем області Куернавака. Згідно з Анналами Тлателолько, у 1365 році володар Куернаваки Макуїльшочитль (Macuilxochitl) спробував захопити землі далеко від долини Мехіко, але був зустрінутий повелителем Чалько Цалькуальтитланом (Tzalcualtitlan), що мав аналогічні наміри. Перший ацтекський імператор Акамапічтлі (Acamapichtli), в 1370-х роках почав розширювати свою імперію на південь від долини Мехіко. Його наступник Уїціліуїтль (Huitzilihuitl) хотів також захопити околиці Куернаваки через велику кількість бавовни в тих місцях, які в ті часи називалися Тлальнауатль (Tlalnahuatl). Він хотів одружитися з донькою правителя Тлальнауатля, але дістав відмову. Ця обставина привела до початку війни, яка закінчилася перемогою ацтеків у 1396 році. Уїціліуїтль одружився з принцесою, і як наслідок цього союзу народився майбутній імператор ацтеків Монтесума I. Дозвіл на завоювання Куернаваки було дано Акамапічтлі. Захоплене володіння було майже таке саме за площею, як і сучасний штат Морелос, і незабаром перейменоване ацтеками в Куаунауаку. З 1403 по 1426 рік ця провінція посилилася, підпорядкувавши сусідні народи, такі як коауїшкі (Coauixcas). Зрештою, провінція, якій тоді правил Мікіуїш (Miquiuix), повстала проти Ацтекської імперії. Повстання було придушене Тотокіуацином (Totoquihuatzin) і Нецауалькойотлем (Netzahualcoyotl) у 1433 році. Пізніше ацтеки завоювали і приєднали до область території, нині відомі як Таско, Тепекоакуїлько та Окуілан. Для зручності стягування данини, регіон був розділений на дві зони, одна з центром в Куернаваці, а інша в Яутепеке.

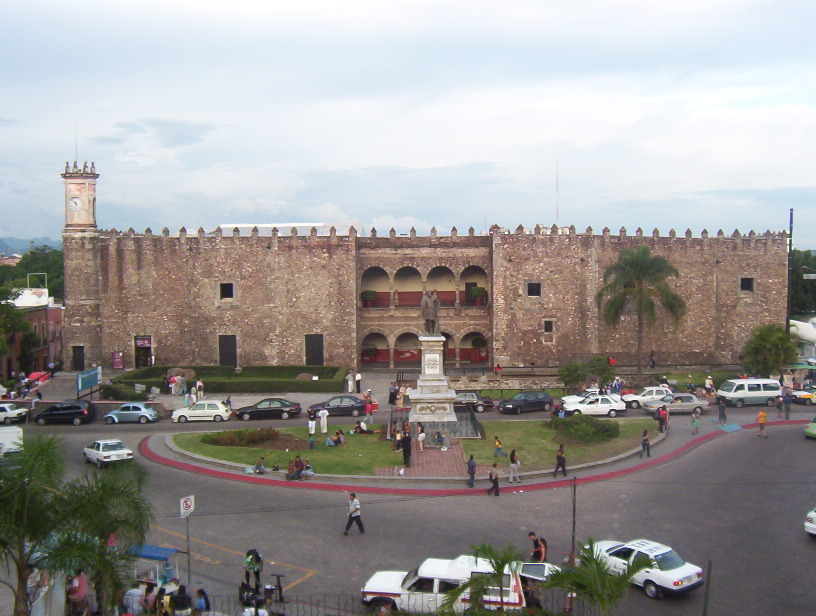
Вид на Палац Кортеса (Palacio de Cortés), найстаріший цивільний об'єкт колоніальної епохи який зберігся в Америці

Під час іспанського завоювання Куернавакою керував Іцоуацин (Itzohuatzin). Це було багате і густонаселене місто з великими господарствами. Ще до завоювання Теночтітлану, Куернаваку захопив Гонсало де Сандоваль, : 338-340 пізніше її приєднали до володінь Ернана Кортеса, який заснував тут свою резиденцію. у 1529 році францисканці заснували в Куернаваці свій монастир, п'ятий за рахунком у Новій Іспанії. У XVII і XVIII століттях ця провінція кілька разів була реорганізована. У листопаді 1815 року, під час війни за незалежність, у місцеву в'язницю в Палас де Кортес був посаджений лідер руху за відділення від Іспанії Хосе Марія Морелос. Аґустін де Ітурбіде, майбутній імператор Мексики, двічі зі своєю армією проходив через Куернаваку, перший раз у 1820 році, борючись з партизанами Вісенте Герреро, і другий раз у 1821 році, вже очолюючи Армію Трьох гарантій.
Після досягнення Мексикою незалежності і затвердження конституції 1824 року, територія сучасного штату Морелос стала округом міста Мехіко. Між 1827 і 1829 роками Куернавака була округом цього штату. З 1829 по 1833 рік вона була перетворена в префектуру. У 1834 році Куернаваці було надано статус міста. Під час американо-мексиканської війни місто захопила бригада Кадваладера і було змушене заплатити ретрибуції американській армії. Під час повстання Аютла у 1854 році президент Мексики Санта-Анна був змушений покинути Мехіко і в 1855 році перебрався в Куернаваку, сподіваючись використати місто як базу для повернення до влади, але невдало. У 1856 році округ Куернавака був відділений від округу Мехіко. У 1861 році Куернавака пережила нову реорганізацію, у ході якої уряд штату Мехіко створив округу Куернавака, Морелос, Хонакатепек, Таутепек і Тетекала.
У 1869 році після створення штату Морелос Куернавака стала його столицею. У 1877 році було побудовано шосе Толука — Куернавака, а також організовано залізничне сполучення між містом і Мехіко. У 1903 році був заснований Банк Морелоса. У перші десятиліття XX століття Куернавака стала місцем відпочинку і грального бізнесу, коли готель Hotel de la Selva був перетворений в Casino de la Selva, яке приваблювало сюди таких знаменитостей, як Рита Хейворт, Багсі Сигел і Аль Капоне. Однак у 1934 році казино було закрито президентом Ласаро Карденасом. У період з 1960 по 1980 рік населення міста зросло з 85 620 до 368 166 мешканців. Протягом десятиліть з 1970 року область Куернавака стала економічно і соціально інтегруватися з Великим Мехіко.

## Галерея
|              |
| Міська площа |

|                        |
| Колишній палац Кортеса |

|                |
| Вулиця Ідальго |

|                        |
| Туристичний трамвайчик |

|                     |
| Екологічний зоопарк |

|                     |
| Екологічний зоопарк |